# Maglij (obchtina)
Maglij (bulgare : Мъглиж) est une obchtina de l'oblast de Stara Zagora en Bulgarie.

## Monuments religieux

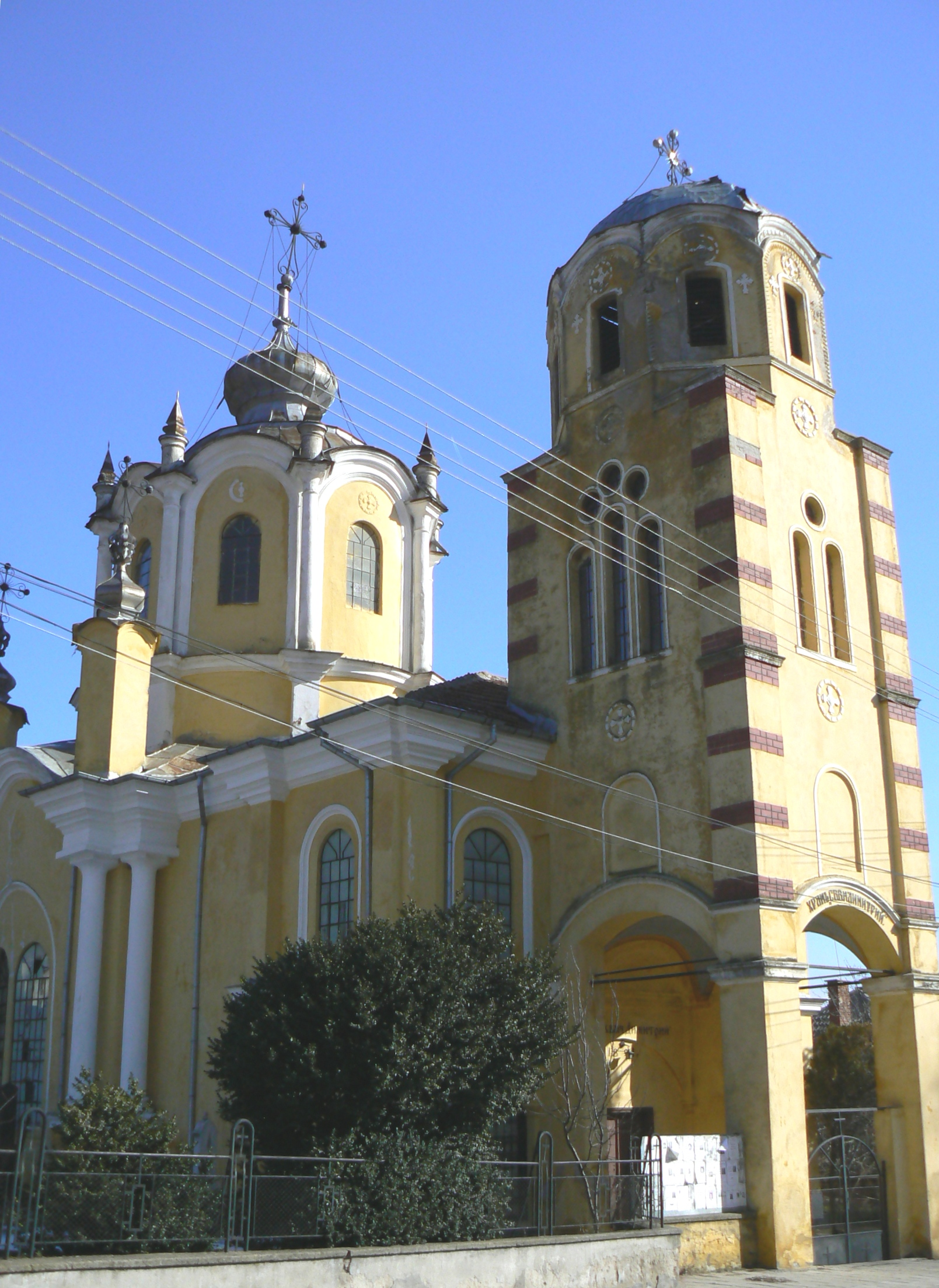
Le temple Saint-Dimitar

- Le temple orthodoxe Saint-Dimitar (Démétrios de Thessalonique) dans le quartier supérieur. Le bâtiment de l’église a été commencé par le maître  Kolio Ficheto (Nicolas Fichev), mais juste après cela il est tombé malade et le bâtiment a été pris en charge par un de ses meilleurs élèves – Gentcho Novakov, qui a également créé l’iconostace. L’église est unique au regard de l'architecture, et fut annoncée monument de la culture. La première pierre du temple a été posée dans les années 1980 du XIXe siècle, et la consécration a eu lieu en 1891, à la fête du Saint Dimitar[1].

- Le monastère Saint-Nicolas, à 2 kilomètres au nord de la ville[2]. Le monastère de Maglij est un monastère bulgare actif qui se trouve à Stara planina. Le monastère a été créé pendant le Second Empire bulgare, donc on ne dispose pas de beaucoup d’informations. Il a été volé et détruit plusieurs fois. Il a été renouvelé pour la dernière fois après la Libération, et les bâtiments ont été renouvelés dans un style de Renaissance nationale bulgare en 1954  et 1969. Selon la légende, le monastère a été créé par le roi Kaloyan (1197-1207) en 1197, à la suite de sa victoire contre les croisades dans la bataille de Maglij. Pour que le peuple se souvienne de sa victoire, le roi a financé le bâtiment du monastère. Même dans les temps troublés, le monastère a préservé l’esprit bulgare. Au XVIe siècle il a servi pour la formation des prêtres pour tout le sud de la Bulgarie, il y avait aussi une école de l’église. Pendant la Renaissance, une école masculine a été créée, et quelques années plus tard – une école féminine. En 1870, l’école est devenue École de grammaire. Dans le monastère il y avait également une grande librairie, qui a brûlé pendant la guerre russo-turque de 1877-1878. Le monastère est lié au mouvement de libération nationale au XIXe siècle. Depuis 1922, le monastère est féminin. Aujourd’hui les moniales continuent la tradition de l’ancienne école. Elles enseignent aux enfants la religion et les arts visuels. Plus de 100 monastères remarquables en Bulgarie. Éditions Fiut.

## Monuments naturels
- Skokovete de Maglij. C’est comme ça qu’on appelle les deux cascades d’eau, qui se trouvent à la rivière Selchanska (Maglijka reka), qui traverse la gorge de montagne Stara, au-dessus de la ville de Maglij. Les cascades ont été reconnues comme monument naturel en 1965. La cascade "Golemiyat skok" se trouve à environ 40 minutes de route au milieu des roches terrifiantes, des prairies ombragées, après qu’on a traversé la rivière plusieurs fois. Elle se situe au pied de la montagne Shipchensko-trevnenska, au milieu de Stara planina, et à 600 mètres de haut. Sa hauteur est de 15 mètres. La cascade "Malkiyat skok" se trouve avant Golemiyat skok et est plus petite au niveau de la taille que l’autre[3].
- Vinishki kamak  [4] -  un site de conservation, lié à la religion chrétienne. Il se situe dans les roches, au-dessus du monastère de Maglij, direction nord. Au sommet du rocher il y a une grande croix, que l’on voit de loin. C’est bien pour faire de l’escalade[5].

Autres
- La tombe thrace de Maglij  – elle fait partie des tombes qui ont un dôme, en ce qui concerne son architecture. C’est un monument culturel avec une importance nationale. Pendant l’été de l’année 1965, à à peu près 3 kilomètres à l’ouest de Maglij, à cause du bâtiment des objets industriels, l’excavation d’une tombe thrace avec une hauteur de 13 mètres et un diamètre à la base de 48 mètres a été nécessaire. La tombe fait partie d’une grande nécropole, située sur une grande surface au sud de la montagne.
- Monument des morts à la guerre[6].

Le monument se trouve à la Place, au centre-ville. Il représente une construction inclinée, faite avec du marbre gris et du granit vert. Il se divise en quatre parties – trois sont faites de marbre, avec les noms de 166 citoyens de la ville, qui ont perdu leurs vies pendant  la Première Guerre mondiale, la Deuxième guerre balkanique, la guerre balkanique et la Seconde Guerre mondiale. La quatrième partie du monument a un symbole d’honneur en relief et les inscriptions : « Bulgarie, pour toi ils ont sacrifié leur vie » et « Des descendants reconnaissants de la ville de Maglij. »

## Événements réguliers
Chaque année, pendant le dimanche des Rameaux, les citoyens de Maglij fêtent la fête de leur ville. Ils organisent des fêtes dans toute la ville avec des différentes programmes de musique et de culture.

## Source du texte
- Plus de 100 monastères remarquables en Bulgarie. Éditions Fiut. (bul)

1. ↑  « Църква „Св. великомъченик Димитър” – Мъглиж (Казанлъшко) », sur Енориите,‎ 10 janvier 2010 (consulté le 11 août 2020).
2. ↑  (en) « Официален туристически портал на България », sur bulgariatravel.org (consulté le 19 mai 2023).
3. ↑  (en) « Waterfalls "Skokovete", Maglizh city », sur waterfallsbg.info (consulté le 19 mai 2023).
4. ↑  « explorebg.natgeotv.com/photo21… »(Archive.org • Wikiwix • Archive.is • Google • Que faire ?).
5. ↑  (en) « Официален туристически портал на България », sur bulgariatravel.org (consulté le 19 mai 2023).
6. ↑  « Войнишки паметник на загиналите за Родината - Мъглиж », sur sz.org (consulté le 11 août 2020).
7. ↑  (bg) « Община Мъглиж - Официален уеб сайт », sur Община Мъглиж (consulté le 19 mai 2023).